# Quang Lê
Lê Hữu Nghị (sinh ngày 24 tháng 1 năm 1979 tại Huế) thường được biết đến với nghệ danh Quang Lê, là một nam ca sĩ hải ngoại thành công với dòng nhạc trữ tình.

## Cuộc đời và sự nghiệp

### Thời niên thiếu và khởi đầu sự nghiệp
Quang Lê sinh ra tại Huế, trong gia đình gồm 6 anh em và một người chị nuôi, Quang Lê là con thứ 3 . Cha Quang Lê là một sĩ quan Quân lực Việt Nam Cộng hòa ông đã xuất ngũ trước đó. Vào năm 7 tuổi, Quang Lê cùng gia đình vào Sài Gòn để chờ lịch phỏng vấn xuất ngoại theo gia đình sang định cư tại bang Missouri, Mỹ. Nhưng vì thời tiết ở Missouri khá khắc nghiệt nên gia đình Quang Lê đã chuyển đến sống ở thành phố Los Angeles thuộc bang California.
Say mê ca hát từ nhỏ và niềm say mê đó đã cho Quang Lê những cơ hội để đi đến con đường ca hát. Quang Lê được đi hát ở các chùa ngay từ khi anh 5 tuổi. Quang Lê được cha mẹ cho theo học nhạc từ năm lớp 9 đến năm thứ hai của đại học khi gia đình chuyển sang sống ở California. Quang Lê cũng từng thu âm và gửi đi các trung tâm với niềm hy vọng nhưng thư gửi đi và không thấy hồi âm khiến anh cảm thấy khá thất vọng. Rồi một tia hy vọng xuất hiện, nhờ sự giới thiệu của nghệ sĩ Ngọc Phu, anh tham gia cuộc thi tìm kiếm giọng ca vàng có tên là "Gold Singer" do ông tổ chức ở Mỹ và đoạt giải. Anh cộng tác với Trung tâm Ca Dao 2 năm nhưng sự nghiệp của anh vẫn chưa có khởi sắc.

### Phát triển sự nghiệp
Và rồi may mắn cũng mỉm cười với anh khi những bài hát của anh được ca sĩ Chung Tử Lưu thu âm ở Trung tâm Ca Dao đã tình cờ đến được với ông Tô Văn Lai - giám đốc trung tâm Thúy Nga và Quang Lê đã có cơ hội đứng trên sân khấu Thúy Nga với sự xuất hiện đầu tiên trong cuốn Paris By Night 66 với ca khúc Thư Xuân Trên Rừng Cao. Anh tạo nên ấn tượng sâu sắc với khán giả qua dáng vẻ thư sinh cùng giọng hát ngọt ngào, trầm ấm và giàu tình cảm đậm chất Huế. Anh được trung tâm phát hành liên tiếp các solo album và đều tạo được tiếng vang lớn. Những ca khúc tiêu biểu của anh có thể kể đến như: Sương Trắng Miền Quê Ngoại, Cô Hàng Xóm, Đập Vỡ Cây Đàn, Đường Về Quê Hương, Đôi Mắt Người Xưa,... Đặc biệt nhất là ca khúc Sương Trắng Miền Quê Ngoại đánh dấu tên tuổi của Quang Lê tại hải ngoại mà anh trình bày trong cuốn Paris By Night 69. Mặc dù ca khúc này trước đây từng được ca sĩ Duy Khánh thể hiện rất thành công nhưng theo như lời MC Nguyễn Ngọc Ngạn, Quang Lê đã làm sống lại ca khúc này và trong một lần tình cờ gặp nhạc sĩ Đinh Miên Vũ khi lưu diễn ở miền Nam California, anh đã được ông trao cho sáng tác mới nhất của mình sau 37 năm  đó là ca khúc Hai Quê mà Quang Lê đã thể hiện lần đầu tiên trên Paris By Night 89 in Korea. Ngoài ra anh là người được trao bài hát Xuân Này Con Về Mẹ Ở Đâu do nhạc sĩ Nhật Ngân sáng tác vốn dành cho cố ca nhạc sĩ Duy Khánh trong Paris By Night 76 nhưng ông đã qua đời trước đó.
Anh là một trong những ca sĩ hải ngoại nổi tiếng rất nhanh và có cơ hội được song ca với rất nhiều nữ ca sĩ khác ở Trung tâm Thúy Nga như Ngọc Hạ, Hà Phương, Hương Thủy, Như Quỳnh và đặc biệt là nữ ca sĩ Mai Thiên Vân. Hai người đã trở thành một cặp song ca rất ăn ý với nhau sau hai ca khúc Nước Non Ngàn Dặm Ra Đi  và Gõ Cửa Trái Tim. Cả hai đã ra mắt 2 CD song ca chung với nhau: Đôi mắt người xưa (2009) và Phải lòng con gái Bến Tre (2011). Đã từng có tin đồn rằng Quang Lê và Mai Thiên Vân là vợ chồng với nhau vì Quang Lê từng chia sẻ trên Paris By Night 98 là sẽ gom tiền về Bến Tre cưới vợ nếu CD Đôi mắt người xưa bán chạy. Nhưng Quang Lê và Mai Thiên Vân đều phủ nhận tin đồn này vì họ đã xác nhận họ chỉ là một đôi tình nhân trên sân khấu và là một đôi bạn rất thân thiết ngoài cuộc sống.

## Hoạt động khác
Năm 2010 đến nay, Quang Lê thường xuyên tổ chức các hoạt động biểu diễn tại Việt Nam cũng như các hoạt động khác. Năm 2013, Quang Lê nhận Phương Mỹ Chi - á quân Giọng hát Việt Nhí mùa 1 làm con nuôi và đã giúp cô có được những sản phẩm âm nhạc riêng của mình. Năm 2015, anh trở thành một trong bốn vị giám khảo của chương trình VSTAR Kid mùa 1 do Trung tâm Thúy Nga tổ chức để tìm kiếm tài năng nhí từ 4 - 15 tuổi. Năm 2017, anh trở thành một trong bốn vị HLV của chương trình Thần Tượng Bolero mùa 2 nhằm tìm kiếm tài năng ca hát dòng nhạc vàng, bolero. Năm 2018 và năm 2019, anh tiếp tục đảm nhận vai trò huấn luyện viên trong chương trình này.
Năm 2022, Quang Lê trở thành ban giám khảo của cuộc thi Bài hát hay nhất - Big song big deal. Ngoài ra, anh cũng từng làm ban giám khảo của một số cuộc thi khác.
Quang Lê là ban giám khảo khách mời của Tập bán kết cuộc thi The Next Comedians phát sóng năm 2024.